# Cuboi Keiszuke
Cuboi Keiszuke (Tokió, 1979. szeptember 16. –) japán válogatott labdarúgó.
A japán válogatott tagjaként részt vett a 2006-os világbajnokságon.

## Statisztika
| Japán válogatott | Japán válogatott | Japán válogatott |
| Időszak          | Mérk.            | gól              |
| ---------------- | ---------------- | ---------------- |
| 2003             | 11               | 0                |
| 2004             | 10               | 0                |
| 2005             | 7                | 0                |
| 2006             | 11               | 0                |
| 2007             | 1                | 0                |
| Összesen         | 40               | 0                |